# Inspecteur Gently
Inspecteur Gently (Inspector George Gently ou George Gently) est une série télévisée britannique en 25 épisodes de 90 minutes créée par Peter Flannery, d'après les romans d'Alan Hunter, et diffusée entre le 8 avril 2007 et le 30 octobre 2017 sur BBC.
En France, la série est diffusée du 13 mars 2011 au 3 avril 2011 sur France 3  qui la déprogramme en raison de mauvaises audiences , et au Québec par le biais de Saint-Pierre et Miquelon 1re et de ICI Radio-Canada Télé.

## Synopsis
Dans les années 1960, après l'assassinat de son épouse par un célèbre gangster, Joe Webster, l'inspecteur George Gently s'apprête à prendre sa retraite.
Lorsqu'il entend parler d'un crime commis dans le Northumberland qui semble être signé par Webster, Gently diffère son départ à la retraite et prend l'affaire en main avec l'aide d'un jeune collègue, John Bacchus.

## Distribution
- Martin Shaw (VF : Alain Choquet) : George Gently
- Lee Ingleby (VF : Julien Lucas) : John Bacchus
- Philip Davis : Joe Webster
- Maria Tecce : Isabella Gently (pilote en 2007 et finale en 2017)
Version française
  - Studio de doublage : Nice Fellow
  - Direction artistique : Roland Timsit
  - Adaptation : Marc Séclin, Yves Lecordier et Marie-Pierre Desprez

 Source et légende : version française (VF) sur RS Doublage

## Programmation en France
France 3 a vite déprogrammé la série en raison de mauvaises audiences. Seuls quatre épisodes ont été diffusés en soirée du dimanche 13 mars 2011 au dimanche 3 avril. La semaine suivante fut programmé Inspecteur Barnaby.  À la suite de cela, les épisodes n'ont plus été doublés en français. Sur 25 épisodes, seuls 9 l'ont été.

## Épisodes

### Première saison (2007-2008)
1. Gently entre en jeu (Gently Go Man)
2. L'Inconnu du champ (The Burning Man)
3. La Nuit du pilote (Bomber's Moon)

### Deuxième saison (2009)
1. La Mémoire des innocents (Gently with the Innocents)
2. Un lieu de perdition (Gently in the Night)
3. Au nom du sang (Gently in the Blood)
4. Le Moulin de la discorde (Gently Through the Mill)

### Troisième saison (2010)
1. L'Origine du Mal (Gently Evil)
2. La Guerre des Sentiments (Peace and Love)

### Quatrième saison (2011)
1. Titre français inconnu (Gently Upside Down)
2. Titre français inconnu (Goodbye China)

### Cinquième saison (2012)
1. Titre français inconnu (Gently Northern Soul)
2. Titre français inconnu (Gently With Class)
3. Titre français inconnu (The Lost Child)
4. Titre français inconnu (Gently In The Cathedral)

### Sixième saison (2014)
En septembre 2012, Peter Flannery, l'auteur principal de la série, a confirmé qu'une sixième saison de quatre épisodes avait été commandée.
1. Titre français inconnu (Gently Between the Lines)
2. Titre français inconnu (Blue for Bluebird)
3. Titre français inconnu (Gently with Honour)
4. Titre français inconnu (Gently Going Under)

### Septième saison (2015)
Une septième saison de quatre épisodes a été commandée par la BBC. Elle a été diffusée en 2015.
1. Gently with the Women
2. Breathe in the Air
3. Gently Among Friends
4. Son of a Gun

### Huitième saison (2017)
Une huitième saison de deux épisodes a été diffusée en 2017. Elle se déroule en 1970.
1. Gently Liberated
2. Gently and the New Age